# Каменни риби
Каменните риби (Synanceia) са род риби от клас Лъчеперки, обитаващи главно Индийския и Тихия океан. Видовете от този род са известни с това, че имат най-мощните невротоксини от всички отровни риби. Те се секретират от жлези, намиращи се в основата на техните остри гръбначни перки. Името им произлиза от отличния им камуфлаж, благодарение на който се маскират като камъни.

## Класификация
Род Каменни риби
- Вид Synanceia alula Eschmeyer & Rama-Rao, 1973
- Вид Synanceia horrida (Linnaeus, 1766)
- Вид Synanceia nana Eschmeyer & Rama-Rao, 1973
- Вид Synanceia platyrhyncha Bleeker, 1874
- Вид Synanceia verrucosa Bloch & Schneider, 1801